# 包皮環切術

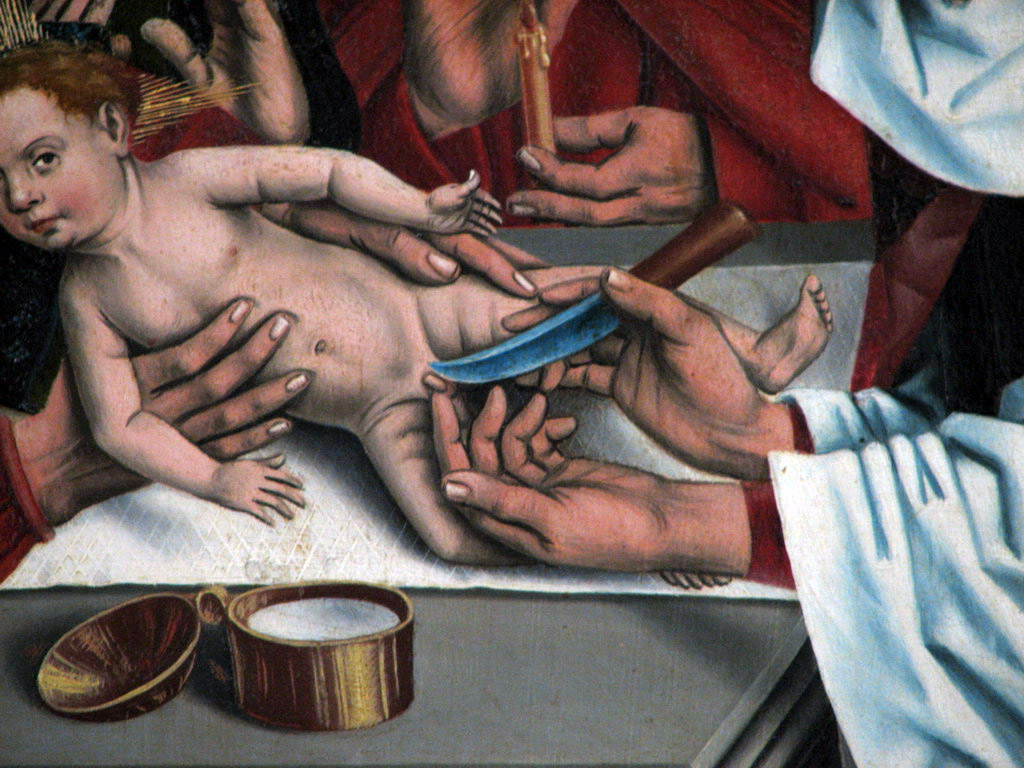
割禮圖

包皮環切術（circumcision）俗稱割包皮，是切除覆盖阴茎头多余或有病变的包皮，达到充分显露阴茎头（龟头）的一种手术方法；可切除全部或部分包皮。此术式是治疗包茎与包皮过长的常用手术。有時此術式會合併包皮繫帶切開手術，即同時切除陰莖腹面靠近尿道口的包皮繫帶，用于治疗系带过短（frenulum breve）等相关疾病。
常見的手術方式是將包皮打開，檢查後將分開包皮和龟头，之後就切除前端或是全部的包皮，中間也可能會配合包皮環切術鉗進行手術（但不一定需要）。手術有時會進行局部麻醉，以減輕疼痛及壓力，也有可能進行全身麻醉。常見的包皮環切術是對嬰兒及兒童進行的選擇性手術，因為是信仰或是文化上的理由而進行（例如割禮）。也有些包皮環切術是為了治療或是預防的原因而進行。以醫學的角度來看，只有在包皮蓋住龟头（包莖）引發其他問題、其他方式無法治療的龜頭炎或是慢性泌尿道感染（UTI）的情形下，才會用包皮環切術進行治療。若是有其他生殖器結構的異常，或是衛生條件不佳的地區，會禁止使用包皮環切術進行治療。

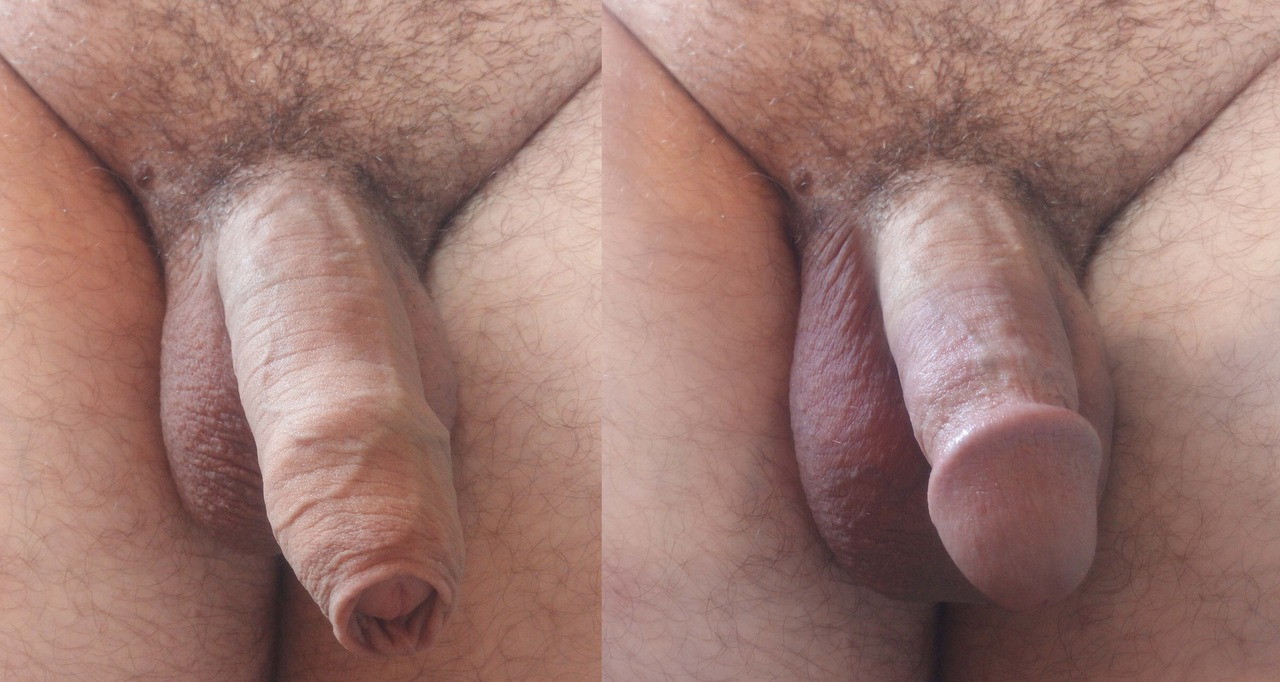
進行手術前（左）和後（右）的陰莖

世界主要醫療機構對於非治療用，對嬰幼兒進行的包皮環切術有不同的立場，有些認為沒有益處且有相當的風險，也有些認為有一些益處，相對而言風險較小。世界主要的醫療機構中，沒有一個建議對所有男性進行包皮環切術（世界衛生組織對亞洲部份地區的建議除外），但也沒有一個禁止進行包皮環切術。在對嬰幼兒進行非治療用的包皮環切術時，會出現知情同意相關的道德及法律問題，也會有人權上的問題。
有證據提出包皮環切術減少了撒哈拉以南非洲異性戀男子中感染HIV的風險。世界衛生組織建議在HIV高風險的地區，將包皮環切術作為全面HIV預防計劃中的一部份。但目前還沒找到包皮環切術可減少男男性接觸人群感染HIV的證據，也還不清楚包皮環切術在已開發國家是否有預防HIV感染的效果。一般認為包皮環切術可以減少人類乳突病毒（HPV）發生癌變的機率，也減少泌尿道感染及陰莖癌的風險。不過不認為需要為了預防這些疾病而進行例行性的包皮環切術。目前也還沒有包皮環切術是否可以預防其他性傳染病的研究資料。
2010年的一份文獻回顧指出由醫療人員進行，針對嬰兒的包皮環切術，其併發症機率為1.5%，若是針對男孩，併發症機率有6%，不過很少有嚴重的併發症。最常提到的併發症有流血、感染、或是除去太多或是太小的包皮。若是進行手術的人較不熟練、手術時沒有消毒，或是兒童年齡較大，其併發症的機率較高。若不考慮副作用，包皮環切術似乎不會對性功能有負面的影響。
全世界約有三分之一的男性有進行包皮環切術，常出現在穆斯林世界及以色列（這些地區常因為宗教因素進行包皮環切術）、美國、東南亞部份地區及非洲。在歐洲、拉丁美洲、非部南部及（穆斯林世界及東南亞除外的）亞洲其他地區比較少見。包皮環切術的起源還不明，最早期的文獻指出包皮環切術是來自古埃及。目前有針對其起源有許多不同的說法，從宗教上的因素，或是男孩成年時進行的成年禮都有。在宗教上包皮環切術稱為割禮，是猶太教哈拉卡的一部份，也是伊斯兰教、亞歷山大科普特正教會及埃塞俄比亞正統台瓦西多教會常見的作法。包皮環切術的英文circumcision源自拉丁文的circumcidere ，意思是「绕著東西切開」。

## 手術方法
包皮環切術是一種將陰莖上的包皮切除的手術。嬰兒的包皮環切術常使用各種鉗子類的器械。這些器械是為了保護龜頭不致於在手術中受傷，同時可夾緊包皮以達到止血的目的。如果是用Gomco或Mogen式包皮鉗，必須先在包皮的背側縱切，才能用鉗子夾住包皮，然後把多余的包皮切除。至於另一種常用的Plastibell式包皮鉗，則是在夾好鉗子後，等3-7天後包皮會跟鉗子一起自動脫落。據一項1998年的研究顯示，約有45%實施男嬰包皮環切術的醫師會使用麻醉劑 ( （页面存档备份，存于）)，最常用的麻醉法是陰莖背神經叢阻斷術。值得注意的是，婦產科醫師上麻醉的比例（25%）顯然低於小兒科和家庭醫學科的醫師。成人的包皮環切術大多以局部麻醉進行，由泌尿科醫師執刀，而且通常不使用包皮鉗，而是用手術刀或組織剪切除包皮 （页面存档备份，存于）。醫師大多會保留一小段包皮，以免勃起時太過緊繃，甚至迸裂傷口。縫合用的線材大多可以吸收，如羊腸線，平均在10-14天後線結會自行脫落。手術後4-6星期，傷口癒合還不完全，必須避免性行為或是自慰。

## 倫理
基於公共衛生的考慮，而對嬰兒實施包皮環切術值得商榷。比如在美國，一般民眾會將嬰兒割包皮視為常態性的醫療行為，但澳洲、加拿大、美國的醫學團體並不建議常規性實施嬰兒包皮手術。縱使包皮環切術所導致的併發症比率相當低，但少數手術失誤、術後出血或術後感染可能引起的悲慘後果，卻不可忽視。美國小兒科醫學會建議應該對嬰兒的父母說明包皮手術相關的好處與風險。倡導包皮環切術的一方主張這是一項公共衛生工程，能預防包皮感染，也可能有助於減緩愛滋病的散播；但生殖器健全運動等團體則認為這是侵犯人權的行為，甚至構成一種性侵害，因此主張不應鼓勵，甚至應該禁止嬰幼兒接受包皮環切術。

### 知情同意
包皮環切術對一個男童而言，其醫療效益飽受爭議，往往非出於自願，將來長大後若反悔也恐怕無法恢復原狀。因此監護人是否有權為男童做出決定，以及這決定權如何界定，至今仍爭議不止。
部份人士質疑為何容許男童割包皮，卻不准女性割禮，根本是一種矛盾。
有人認為幼年受到包皮環切術的記憶可能在心靈留下傷痕，因此主張應該等年齡夠大、心智夠成熟時，再讓這位男性自己決定是否手術。
倡導包皮環切術的陣營則相信嬰兒時期動這手術傷害較小，同時也不願改變現行傳統面或宗教面，由父母為孩子做主的親權行使方式。

### 對情緒的影響
女性割禮造成的情緒衝擊已經引起世人的注意。但不知為何，男性割包皮所受的情緒衝擊比較少受到重視。幾乎所有在嬰兒期割過包皮的成年男子表述，其并不認為在未麻醉的情況下割包皮為殘忍的行為，因為根本不可能會對手術有任何記憶。有關兒童人權的議題常受到忽視，就像包皮環切術可能使部分男性受到身心的傷害，卻往往被忽略。
在美國，大部分的新生兒包皮環切術都沒有用麻醉藥。

### 合法性
主要的醫學會均認為包莖環切術只要由法定監護人同意，並簽署知情同意書，合法性就不成問題。

### 包皮環切術的風險
包皮環切術算是一項手術，發生併發症的風險在所難免。美國小兒科醫學會（AAP）、美國醫學會（AMA）和美國家庭科醫學會（AAFP）依據大規模的統計，公佈此項手術的併發症比率約在0.2%到0.6%。兒童保護署（CPS）認同以上數據，但引用另一篇統計指出2%到10%更接近實情。皇家亞澳醫師學會（RACP）的一份資料表示嬰兒割包皮的併發症比率從0.2%~0.6%到2%~10%，另一篇資料則為1%~5%。以上的資料顯示併發症比率高低取決於包皮手術的狀況和所謂"併發症"如何定義，故有不同的數據差異。
皇家亞澳醫師學會和美國醫學會批評新生兒割包皮不打麻醉藥的行為，因為包皮手術會引起疼痛。 （页面存档备份，存于） 美國小兒科醫學會建議只要進行包皮環切術，就應使用麻醉藥。美國醫學會指出，最常見的併發症是出血和感染。其他的併發症包括敗血症、泌尿道廔管、尿道口狹窄、龜頭潰瘍、包皮過度切除，以及復發性包莖。嬰兒割包皮時若是傷口沒有癒合在一起，而粘到龜頭時，會形成黏連。嚴重的話甚至傷害到陰莖，皇家亞澳醫師學會統計包皮環切術造成陰莖重殘者約為百萬分之一。
1949年，Gairdner研究報告指出當時在英國，每年平均有16個兒童死於包皮相關問題，約為萬分之1.8。當時包莖和包皮環切術的死亡數是合併計算，但Gairdner認為死亡主要是包皮環切術所致。他也指出大多數個案是在麻醉期間突然死亡，真正死因不易深究，但出血和感染也都可能致死。
美國家庭科醫學會表示死亡案例很少見，並引用一份文獻指出嬰兒割包皮的死亡率約為50萬分之一。
其实，在实际生活中，随着生活水平的提高，卫生条件的改善，包皮感染等发生的情况已经很少了，即便是包皮过长，只要个人卫生到位，也不会发生感染或者影响到性生活。

### HIV
包皮環切術有幫助減低患上愛滋病的風險的说法，此說法已經得到世界衛生組織的認可。

### 古代的包皮環切除
最早有關包皮環切術的文獻出自古埃及，在第六王朝（西元前2345-2181年）的陵墓壁畫中出現割過包皮的男性，同時期的浮雕作品描繪一名成年男性以立姿接受割禮。古埃及象形文字以一支割除包皮或勃起的男性生殖器官代表陰莖。留存到現時的木乃伊有的仍有包皮，有的包皮已割除。
在古代閃族人之中，割包皮並非全面性，但相當普遍。《耶利米書》成書於西元前六世紀，書中將埃及人、猶太人、Edomites、Ammonites和默阿布人均列為有割包皮文化的民族。古代史學家希羅多德於西元前五世紀時又加上了科爾基斯人、埃塞俄比亞人、腓尼基人以及敍利亞人。

## 文化

由世界卫生组织於2007年整理的各地割禮比例。
普遍：盛行率大於80%
常見：盛行率介於20–80%
少見：盛行率小於20%
沒有資料

### 美國
19世纪时的美国包皮切除术并不常见。但是包皮被切除者的数量在20世纪时急速增长，但是由于没有医学证据能够证明包皮切除的益处，相反因切除包皮而造成的阴茎头感觉下降以及手术事故造成重大损伤的可能性，根据《纽约时报》2010年8月17日的报道，美国新生儿包皮被切除者占所有新生儿的比例由2006年的56%下降到了2009年的32.5%。美国是当今所有发达国家中唯一一个有着如此之高的包皮切除率的，同时美国也是当今所有西方国家中唯一一个医疗市场化的国家。与日本和欧洲国家相比，美国医生在实行割礼手术上有利可图，这也是造成美国割礼率长期居高不下的原因。而美国最早实行割礼的原因并非是因为健康原因，而是为了防止以及惩罚男童自慰。